# فرانك ر. والاس
فرانك ر. والاس (بالإنجليزية: Frank R. Wallace)‏ هو كيميائي ومؤلف وكاتب وفيلسوف أمريكي، ولد في 1932، وتوفي في 29 يناير 2006.